# Briggsia agnesiae
Briggsia agnesiae är en tvåhjärtbladig växtart som först beskrevs av George Forrest, och fick sitt nu gällande namn av William Grant Craib. Briggsia agnesiae ingår i släktet Briggsia och familjen Gesneriaceae. Inga underarter finns listade i Catalogue of Life.